# Чекуевский район
Чеку́евский райо́н — упразднённый район в составе Северного края, СССР.

## История
15 июля 1929 года Президиумом ВЦИК было введено районирование Северного края. Из Турчасовской и Чекуевской волостей Онежского уезда был образован Чекуевский район, вошедший в состав Архангельского округа. 14 января 1929 года был образован Чекуевский районный Совет рабочих, крестьянских и красноармейских депутатов Северного края. При райисполкоме было образовано два отдела: земельный и торговый. На территории Чекуевского райсовета находились Чекуевский леспромхоз, сплавконтора. 30 июля 1930 года Архангельский округ был упразднён, район отошёл в прямое подчинение Северного края. Чекуевский райисполком просуществовал до 1931 года.

## Административное деление
В 1929 году в Чекуевском районе было 9 сельсоветов: 
- Вазенский сельский совет
- Кожозерский сельский совет
- Мондинский сельский совет
- Мудьюжский сельский совет
- Польский сельский совет
- Посадный сельский совет
- Фехталимский сельский совет
- Хачельский сельский совет
- Ярнемский сельский совет

## Упразднение
Постановлением президиума Севкрайисполкома от 31 июля 1931 года Чекуевский район был упразднён с передачей 11 сельских советов в состав Онежского района. Городецкий, Посадный и Ярнемский сельсоветы были включены в состав Плесецкого района.